# Qazim Koculi
Qazim Koculi bég, albánul Qazim bej Koculi (nevének ejtése t͡ɕazim kɔt͡suli; Kocul, 1883. április 14. – Vlora, 1943. január 2.) albán politikus. Ismert névváltozata Qazim Muhameti, a nemzetközi sajtóban Kazim Koutzouli.
Pályáját tengerésztisztként kezdte az Oszmán Birodalom szolgálatában, majd Albánia 1912-es függetlenné válása után bekapcsolódott hazája politikai életébe. 1920-ban Vlora prefektusa lett és az élére állt a várost és környékét megszálló olasz hadsereg elűzésével záruló fegyveres küzdelemnek. 1921. december 6-án alkotmányellenes körülmények között kinevezték Albánia kormányfőjének, de politikai támogatottság híján kudarcot vallott egy működőképes kabinet összeállításával, így még aznap lemondott miniszterelnöki megbízatásáról. A következő években a hatalmát építő Amet Zogu ellenzékéhez tartozott, tagja volt a júniusi forradalommal hatalomra jutott Noli-kormánynak. Miután 1924 végén Zogu visszaszerezte a hatalmat, Koculi tizenöt éven át Nyugat-Európában élt és részt vett az emigráns hazafias szervezetek tevékenységében. Az 1920-as év ünnepelt, az olaszokat kikergető „vlorai hőse” 1939-ben tért vissza az olasz megszállás alá került Albániába, és a fasiszta bábállam kollaboráns politikusa lett. Máig nem teljesen tisztázott körülmények között 1943 elején gyilkolták meg albán gerillák.

## Életútja
A Vlorához közel eső Kocul faluban született muszlim családban, Muhamed és Qamo Hysni Koculi gyermekeként. Alapiskoláit Vlorában végezte el, majd a janinai Zoszimaia görög gimnázium növendéke volt. A tehetős Vlora család anyagi támogatásának köszönhetően a konstantinápolyi katonai akadémián kapott tengerésztiszti kiképzést, ahonnan alhadnagyi rangban szerelt le. Ezt követően belépett az oszmán haditengerészet kötelékébe. 1909-ben egy Prévezához közeli tengeri csata után parancsmegtagadásért felfüggesztették, de Koculi a felelősségre vonás elől megszökött, és 1912-ig Argentínában élt. Refije Aliu Koculival kötött házasságukból két gyermekük született, Kujtim fiuk és Nurije leányuk.

### Politikai pályájának elindulása
Az albán függetlenség kikiáltásának évében, 1912-ben visszatért hazájába. Részt vett az önálló Albánia kikiáltásával záruló vlorai nemzetgyűlésen, majd a vlorai kikötő parancsnoka lett. Később 1917-ig a közeli Brataj elöljárójaként tevékenykedett, majd 1917-től 1919-ig Tepelena alprefektusi tisztségét töltötte be. Vlora képviseletében részt vett az albánia közjogi alapjait megszilárdító 1920. januári lushnjai kongresszuson. 1920. május 29-én közfelkiáltással Vlora prefektusává nevezték ki. Pár nappal később, június 5-én az élére állt a várost és környékét megszálló olasz csapatok elleni, augusztus 2-án albán győzelemmel záruló csatának.
1921. április 5-én az első választott albán nemzetgyűlés képviselője lett, ahol a néppárti frakció soraiban politizált. 1921 októberében részt vett a Szent Egység néven elhíresült koalíciós Evangjeli-kabinet kormánynévsorának összeállításában.

### Miniszterelnöki megbízatása
A régenstanács egyik tagja, Aqif Elbasani felbujtására 1921. december 6-án a hajnali órákban puccsal lemondatták Pandeli Evangjeli kormányfőt. Elbasani ezt követően az alkotmány szellemiségével ellentétesen Koculit nevezte ki miniszterelnöknek. Az új miniszterelnöknek azonban semmiféle politikai támogatottsága nem volt, így a tárcavezetői posztokra általa kiszemelt politikusok – Fan Noli, Luigj Gurakuqi és mások – sorra elhárították a felkérést. A kudarcos egyeztetéseket követően Koculi még aznap, 1921. december 6-án lemondott kormányfői tisztségéről. Mindössze tizenkét órán keresztül volt Albánia miniszterelnöke, ezzel Albánia történelmének mindmáig legrövidebb ideig hivatalban lévő kormányfője lett.

### Zogu-ellenes küzdelmei
Miután a júniusi forradalom elűzte a hatalmát építgető Amet Zogut az országból, 1924. június 16-án korábbi ellenfele, Fan Noli alakított kormányt. Koculi ebben a kabinetben a közmunkaügyi és mezőgazdasági tárca vezetésére kapott megbízást. Egyik feladata a földreform előkészítése volt, és bár 1924 szeptemberében irányításával felállt a földreformtörvényt előkészítő bizottság, megvalósításából végül semmi nem lett. Egyes korabeli híresztelések szerint Koculi minisztersége idején 375 napóleonaranyat sikkasztott el az államkincstárból.
Zogu 1924 decemberében jugoszláv segítséggel ismét magához ragadta a hatalmat. Koculi jobbnak látta emigrációba vonulni. A következő tizenöt évet Nyugat-Európában, főként Olaszországban töltötte, vezetőségi tagja volt több antizogista emigráns politikai szervezetnek, így a Nemzeti Forradalmi Bizottságnak, majd az 1930-as évek második felében a Nemzeti Egységnek is. 1938 novemberében két emigráns politikustársával, Ali Këlcyrával és Mustafa Krujával közreadtak egy memorandumot, amelyben hitet tettek amellett, hogy Zogu elűzésének és Albánia gazdasági-társadalmi fejlődésének egyedüli záloga Olaszország segítsége, egyúttal az albán koronát felajánlották egy Savoyai-házi uralkodónak.

### Kollaborálása és halála
Miután Olaszország 1939 áprilisában lerohanta Albániát, Koculi is hazatért. Az 1920-as év „vlorai hőse”, akinek vezetésével akkor kiverték az országból a megszálló olaszokat, húsz év elteltével a hazáját ismét megszálló Olaszország politikai céljainak kiszolgálója lett. Koculi belépett az Albán Fasiszta Pártba, tagja lett a fasiszta államtanácsnak. 1940 derekán azt a megbízást kapta, hogy a megszállók ellen harcoló gerillák letörésére irreguláris szabadcsapatokat szervezzen Vlora környékén.
1942 december végén Mustafa Kruja kormányfő azzal a különmegbízással menesztette Koculit Vlorába, hogy tárgyalások útján igyekezzen rávenni a környéken harcoló ellenállókat a fegyverletételre. Egyes értelmezések szerint az albán milícia felállításáért küzdő Kruja titokban éppen az ellenállás szervezésével bízta meg Koculit. A küldetés azonban váratlan tragédiával zárult: 1943. január 2-án a déli órákban Koculit és a vlorai prefektust, Lele Koçit egy bizonyos Hasan Alia gerillái meggyilkolták. Halálának körülményeit illetően ellentmondanak egymásnak a források. Az egyik narratíva szerint a gerillák a város határában gyilkolták meg Koculit nem sokkal Vlorába érkezése után. Egy másik változat szerint 1943. január 2-án egyeztetésre került sor a gerillavezérekkel Vlorában, amelynek során az árulással megvádolt és a kormány ajánlatán is feldühödött ellenállók Koculit és Koçit meggyilkolták. A korabeli kommunista értelmezés és Faik Quku nacionalista politikus későbbi visszaemlékezése szerint valójában az olasz hatóságok álltak Alia gerillái mögött, ők állíttatták félre egykori legyőzőjüket, aki 1939 után sem élvezte a bizalmukat. Koculit meggyilkolása után két nappal, 1943. január 4-én temették el szülőfalujában, Koculban, sírja ma is itt található.
Az olasz hatóságok Francesco Jacomoni helytartó utasítására elszabotálták a Koculi haláláért felelősök megbüntetését, ami tovább erősítette a gyanút, hogy ők lehettek a merénylet felbujtói. Mustafa Kruja felháborodásában 1943. január 10-én benyújtotta lemondását, kormánya január 13-án feloszlott.